# 김성구 (축구인)
김성구(한국 한자: 金聖求, 1969년 3월 19일 ~ )는 대한민국의 전 축구 선수이며, 포지션은 미드필더였는데 울산 현대 시절 차범근 전 감독의 전폭적인 지지를 받았으나 이렇다할 활약을 보이지 못했고 1996년 말 장철민과의 맞트레이드를 통해 전북 현대 유니폼을 입었지만 역시 이렇다할 활약을 보이지 못한 채 1999년을 끝으로 선수생활을 접었다.

## 참고 자료
- 광주 U-15팀 김성구 감독, 선수들의 정신무장이 라이벌전 승리를 가져왔다